# Hersilia wraniki
Hersilia wraniki är en spindelart som beskrevs av Rheims, Brescovit och van Harten 2004. Hersilia wraniki ingår i släktet Hersilia och familjen Hersiliidae. Inga underarter finns listade i Catalogue of Life.